# 2015 RU278
2015 RU278 est un objet du disque des objets épars.

## Caractéristiques
2015 RU278 mesure environ 180 kilomètres de diamètre.